# 米辛托
米辛托（義大利語：Misinto），是意大利蒙萨和布里安萨省的一个市镇。总面积5平方公里，人口4985人，人口密度997.0人/平方公里（2009年）。ISTAT代码为015147。